# 丰瓦讷
丰瓦讷（法語：Fontvannes，法語發音：[fɔ̃van]）是法国奥布省的一个市镇，位于该省中部偏南，属于特鲁瓦区和特鲁瓦香槟都会城市圈公共社区，其市镇面积为13.01平方公里，2022年1月1日时人口数量为715人。
丰瓦讷是特鲁瓦香槟都会城市圈公共社区的组成部分，位于特鲁瓦市区以西大约8公里。

## 行政
丰瓦讷的邮政编码为10190，INSEE市镇编码为10156。

## 地理

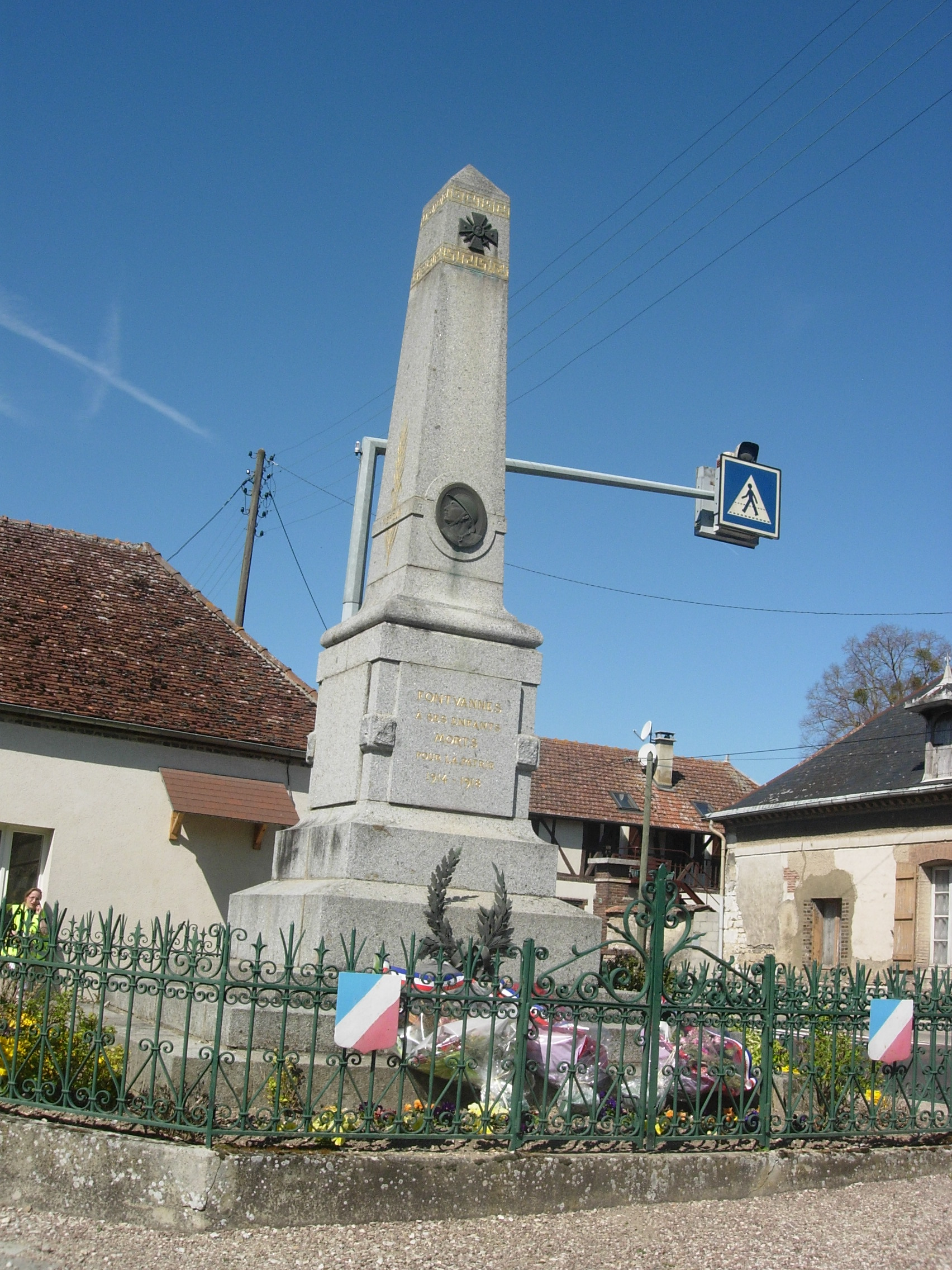
丰瓦讷烈士纪念碑

丰瓦讷（48°16'44"N, 3°52'22"E）位于法国中北部偏东，大东部大区西南部和奥布省中部。
与丰瓦讷接壤的市镇包括：奥特地区比塞、迪耶雷圣于连、马塞、梅松。
丰瓦讷属于塞纳河流域，瓦讷河发源于境内，全境地势平坦。
按照柯本气候分类法，丰瓦讷属于温带海洋性气候，全年温差较小，降水分布均匀。

## 历史
丰瓦讷历史上长期为一普通村落，法国大革命后成为市镇。

## 交通
法国A5号高速公路经过境内并设有一个服务区，但未设出入口。奥布省省道D15线、D33线和D660线经过丰瓦讷境内。

## 政治
现任丰瓦讷市长为迪迪耶·勒普兰斯先生（Didier Leprince），他是共和党的一名成员。

## 人口
| 年份   | 1936 | 1946 | 1954 | 1962 | 1968 | 1975 | 1982 | 1990 | 1999 | 2004 | 2009 | 2014 | 2017 |
| ------ | ---- | ---- | ---- | ---- | ---- | ---- | ---- | ---- | ---- | ---- | ---- | ---- | ---- |
| 人口數 | 290  | 295  | 300  | 300  | 297  | 340  | 461  | 563  | 553  | 542  | 579  | 717  | 717  |